# 전라남도의 시내버스
전라남도의 시내버스는 전라남도를 주관으로 담당하는 시내버스로 총 180개의 시내버스와 시외버스 업체로 구성되어 있다.

## 권역
- 나주시 - 나주시의 시내버스
- 목포시 - 목포시의 시내버스
- 여수시 - 여수시의 시내버스
- 순천시 - 순천시의 시내버스
- 광양시 - 광양시의 시내버스

같이 보기
- 강진군 - 강진군의 농어촌버스
- 고흥군 - 고흥군의 농어촌버스
- 곡성군 - 곡성군의 농어촌버스
- 구례군 - 구례군의 농어촌버스
- 담양군 - 담양군의 농어촌버스
- 무안군 - 무안군의 농어촌버스
- 보성군 - 보성군의 농어촌버스
- 신안군 - 신안군의 농어촌버스
- 영광군 - 영광군의 농어촌버스
- 영암군 - 영암군의 농어촌버스
- 완도군 - 완도군의 농어촌버스
- 장성군 - 장성군의 농어촌버스
- 장흥군 - 장흥군의 농어촌버스
- 진도군 - 진도군의 농어촌버스
- 함평군 - 함평군의 농어촌버스
- 해남군 - 해남군의 농어촌버스
- 화순군 - 화순군의 농어촌버스